# ボア (ロックバンド)
bôa（ボア）は、イギリスのロックバンドである。1993年にドラマーのエド・ハーテンが中心となって結成された。代表作は「Duvet（デューベイ）」。
2024年、活動を再開。

## 略歴
ボアは当初ファンクバンドで、ドラマーのエドがキーボードのポール・タレル、ベーシストのアレックス・ケアード、学友であるスティーブ・ロジャーズを招いて結成された。また、スティーブ・ロジャーズの妹であるジャスミン・ロジャーズは、当初「Fran」のコーラスの一部を歌うためだけに招かれたが、まもなくボーカルとして加入し、ベン・ヘンダーソンもサックスとして加入した。スティーブとジャスミンはポール・ロジャースと日本人の妻との間にもうけられた実子である。
1994年に、ロンドン・フォーラムで初のライブを行う。しかし同年の夏、エドは自身の学業に集中するために脱退し、新たなドラマーとしてリー・サリヴァンが加入した。
ボアはイギリスの南へ渡ってライブなどをこなす傍ら、アルバムの録音を進めた。彼らは生産者ダレンアリソン(Darren Allison)とニール·ウォルシュと働いた。1996年には日本のポリスターと契約を結び、ジャスミンとスティーブはデビューアルバムである「Race of a Thousand Camels」の宣伝のために、1998年に来日。なお、そのアルバムはロンドンで録音されたが、日本でのみ発売された。
1997年にシングル「Duvet」をリリース。これは日本のアニメである『serial experiments lain』のオープニングテーマに使用された。この作品によって、ボアの存在が広く知れ渡るようになり、2000年に開かれたオタコンのアニメコンベンションでライブコンサートを開くほどになった。
2000年にベンは、彼の妻も参加しているバンド、モスに活動の重点を置くために脱退。その後、『serial experiments lain』の販売元であるパイオニア（現：ジェネオン・ユニバーサル・エンターテイメントジャパン）と契約した。同年、アニメコンベンションであるオタコンでライブコンサートを開いた。
2001年にはアメリカでアルバム「Twilight」をリリース。日本でもボーナストラックを追加して発売された。それと同時期に、ロサンゼルスで初めてのミニツアーを兼ねてアルバムの宣伝を行った。しかし、この年にポールが自身の都合で脱退。
2003年にはサードアルバム「Get There」の収録を始めたが、リリースされたのは2005年であった。同作は、公式サイトやiTunes Storeで販売されている。
2006年4月に活動休止が宣言された。
2009年11月に公式ページには「our website is currently under construction...」と掲載された。
現在は公式ページが閉鎖されている。
2012年、東日本大震災の義援金を募るため、チャリティーサイトJustGivingにページを開設した。バンドとしての活動は活動休止から約6年振りである。
2017年1月5日、公式Facebookにて、かつてのメンバーであるポール・タレルの死去を発表した。
2018年7月7日、アニメ『serial experiments lain』の20周年を記念するファンイベントに合わせ、「Duvet」のセルフカバーを発表した。
2024年3月、バンドは自身のフェイスブックで「Duvet」がゴールドディスクになったことを発表。2024年3月21日、バンドは19年ぶりの新曲となるアルバム『Whiplash』のリード・シングル「Walk with Me」をリリース。
5月3日にはセカンド・シングル「Beautiful & Broken」をリリース。
3枚目のシングル「Worry」は6月14日にリリースされ、4曲目の「Whiplash」は7月29日にリリースされた。
9月6日には5thシングル「Vienna」をリリース。

## メンバー

### 現メンバー
- ジャスミン・ロジャーズ（ボーカル、ギター）
- スティーブ・ロジャーズ（ギター、ボーカル）
- アレックス・ケアード（ベース）
- リー・サリヴァン（ドラム、キーボード、パーカッション）

### 元メンバー
- ポール・タレル（キーボード、ギター、ストリングアレンジメント、パーカッション）
- ベン・ヘンダーソン（ギター、サックス、パーカッション）

### 「Race of a Thousand Camels」と「Twilight」のサポートメンバー
- スー・ベーカー（ヴァイオリン）
- シュード・ゴネッラ（ヴァイオリン）
- ケイト・ウィルズ（ヴィオラ）
- ハンナ・バーチ（チェロ）

## ディスコグラフィ
- Duvet (1997年)
- Race of a Thousand Camels (1998年)
- Tall Snake E.P. (1999年)
- Twilight (2001年)
- Get There (2005年)
- Whiplsh（2024年）